# Georgetown (hrabstwo Polk)
Georgetown – miasto w Stanach Zjednoczonych, w stanie Wisconsin, w hrabstwie Polk.